# Gabriele Gravina
Gabriele Gravina (Castellaneta, 5 de outubro de 1953) é um dirigente desportivo italiano. Atualmente é presidente da Federação Italiana de Futebol (FIGC), cargo que ocupa desde 22 de outubro de 2018.
Em 22 de dezembro de 2015, foi eleito presidente da Lega Italiana Calcio Professionistico – Lega Pro pela assembléia de clubes reunida em Florença, na segunda votação, com 31 votos contra 13 de Raffaele Pagnozzi e 7 de Paolo Marcheschi, como sucessor de Mario Macalli. Foi reeleito para o cargo em 15 de novembro de 2016, com 55 votos, enquanto o adversário Alessandro Barilli recebeu apenas 3. Em 26 de maio de 2017, foi eleito pelo Conselho Federal para o Comitê da FIGC, em decisão unânime para eleger um único representante para as ligas profissionais.
Em 12 de janeiro de 2018, foi nomeado por unanimidade pela assembléia da Lega Pro como candidato para a presidência da FIGC, renunciou ao cargo na Lega Pro em 16 de outubro, e foi eleito presidente da Federação Italiana de Futebol (FIGC) em 22 de outubro com 97,2% dos votos.